# حارة المحاسنة
حارة المحاسنة تقع في منطقة صعراء في البريمي. وسكانها من فخذ المحاسنة من قبيلة النعيم.